# SMS Nixe
Az SMS Nixe az Osztrák–Magyar Monarchia haditengerészetének édesvíz-tartályhajója volt 1904–1918 között.

## Építése
Az SMS Nixe Lussinpiccolo-ban a Marco U. Martinolich hajózási vállalat hajóépítő műhelyében épült Alexander Titz 1. osztályú haditengerészeti hajóépítő mérnök tervei alapján, 1903-1904 folyamán. A hajó nevét a germán mitológiában szereplő vizi tündér, sellő után kapta.

## Pályafutása
1904. augusztus 1-én bocsátották vízre Lussinpiccolóban, október 20-án áthajózták Polába, itt állították szolgálatba december 24-én.
Fő feladata a cs. és kir. haditengerészet hajói, illetve a vízforrással nem rendelkező erődök édesvízzel való ellátása volt. Aszályos időszakban Pirano, Umago, Rovigno, Lussinpiccolo, Cittanuova, Cigale települések, valamint a Sansegón és Portoroséban található üdülőhelyek ivóvíz-utánpótlását is biztosította.
Az I. világháború lezárása után Olaszországnak ítélték, 1920-ban lebontották.
A hajó tervrajzait az Osztrák Állami Levéltár Hadilevéltára (Kriegsarchiv) őrzi.